# Georgij Csitaisvili
Georgij Csitaisvili (Risón Lecijón, 2000. november 18. –) grúz válogatott labdarúgó, a lengyel Lech Poznań középpályása kölcsönben az ukrán Dinamo Kijiv csapatától.

## Pályafutása

### Klubcsapatokban
Csitaisvili az izraeli Risón Lecijón városában született. Az ifjúsági pályafutását a ciprusi Anórthoszi Ammohósztu csapatában kezdte, majd az ukrán Dinamo Kijiv akadémiájánál folytatta.
2018-ban mutatkozott be a Dinamo Kijiv első osztályban szereplő felnőtt keretében. A ligában 2019. február 25-én, a Zorja Luhanszk ellen 5–0-ra megnyert bajnoki 70. percében, Viktor Cihankov cseréjeként debütált. 2021 és 2023 között a Vorszkla Poltava és a Csornomorec Odesza, illetve a lengyel Wisła Kraków és Lech Poznań csapatát erősítette kölcsönben.

### A válogatottban
Csitaisvili az U17-estől az U21-esig minden korosztályos válogatottban képviselte Ukrajnát.
2021-ben debütált a grúz válogatottban. Először a 2021. szeptember 2-ai, Koszovó ellen 1–0-ra elvesztett mérkőzésen lépett pályára. Első válogatott gólját 2022. szeptember 26-án, Gibraltár ellen 2–1-re megnyert Nemzetek Ligája találkozón szerezte meg. 2024. május 22-én Willy Sagnol szövetségi kapitány kihirdette a 26 fős Európa-bajnoki keretét, amelyben ő is szerepelt.

## Statisztika

### Klubcsapatokban
2022. október 27. szerint
| Klub                            | Szezon   | Osztály      | Bajnokság | Bajnokság | Kupa és Ligakupa | Kupa és Ligakupa | Nemzetközi | Nemzetközi | Összesen | Összesen |
| Klub                            | Szezon   | Osztály      | Meccs     | Gól       | Meccs            | Gól              | Meccs      | Gól        | Meccs    | Gól      |
| ------------------------------- | -------- | ------------ | --------- | --------- | ---------------- | ---------------- | ---------- | ---------- | -------- | -------- |
| Dinamo Kijiv                    | 2017–18  | Premjer Liha | 0         | 0         | 1                | 0                | —          | —          | 1        | 0        |
| Dinamo Kijiv                    | 2018–19  | Premjer Liha | 5         | 0         | 0                | 0                | 1          | 0          | 6        | 0        |
| Dinamo Kijiv                    | 2019–20  | Premjer Liha | 10        | 0         | 2                | 0                | 1          | 0          | 13       | 0        |
| Dinamo Kijiv                    | 2020–21  | Premjer Liha | 4         | 0         | 0                | 0                | —          | —          | 4        | 0        |
| Dinamo Kijiv                    | Összesen | Összesen     | 19        | 0         | 3                | 0                | 2          | 0          | 24       | 0        |
| Vorszkla Poltava (kölcsönben)   | 2020–21  | Premjer Liha | 4         | 1         | 0                | 0                | —          | —          | 4        | 1        |
| Csornomorec Odesza (kölcsönben) | 2021–22  | Premjer Liha | 13        | 1         | 2                | 0                | —          | —          | 15       | 1        |
| Wisła Kraków (kölcsönben)       | 2021–22  | Ekstraklasa  | 7         | 1         | 0                | 0                | —          | —          | 7        | 1        |
| Lech Poznań                     | 2022–23  | Ekstraklasa  | 9         | 1         | 2                | 0                | 10         | 0          | 21       | 1        |
| Összesen                        | Összesen | Összesen     | 52        | 4         | 7                | 0                | 12         | 0          | 71       | 4        |

### A válogatottban
| Válogatott | Év       | Pályára lépés | Gól |
| ---------- | -------- | ------------- | --- |
| Grúzia     | 2021     | 5             | 0   |
| Grúzia     | 2022     | 8             | 1   |
| Grúzia     | 2023     | 1             | 0   |
| Grúzia     | 2024     | 7             | 0   |
| Összesen   | Összesen | 21            | 1   |

#### Góljai a válogatottban
| # | Időpont              | Helyszín                    | Ellenfél  | Gólok | Eredmény | Kiírás                              |
| - | -------------------- | --------------------------- | --------- | ----- | -------- | ----------------------------------- |
| 1 | 2022. szeptember 26. | Victoria Stadion, Gibraltár | Gibraltár | 2–0   | 2–1      | 2022–23-as Nemzetek Ligája (C liga) |

## Sikerei, díjai
Dinamo Kijiv
- Ukrán Kupa
  - Győztes (1): 2019–20

- Ukrán Szuperkupa
  - Győztes (2): 2019, 2020

Lech Poznań
- Lengyel Szuperkupa
  - Döntős (1): 2022

Ukrán U20-as válogatott
- U20-as labdarúgó-világbajnokság
  - Győztes (1): 2019

## Fordítás
Ez a szócikk részben vagy egészben  a   Heorhiy Tsitaishvili című angol Wikipédia-szócikk fordításán alapul.  Az eredeti cikk szerkesztőit annak laptörténete sorolja fel. Ez a jelzés csupán a megfogalmazás eredetét és a szerzői jogokat jelzi, nem szolgál a cikkben szereplő információk forrásmegjelöléseként.